# Lonchocarpus torresiorum
Lonchocarpus torresiorum là một loài thực vật có hoa trong họ Đậu. Loài này được M. Sousa miêu tả khoa học đầu tiên.